# 검은머리딱새

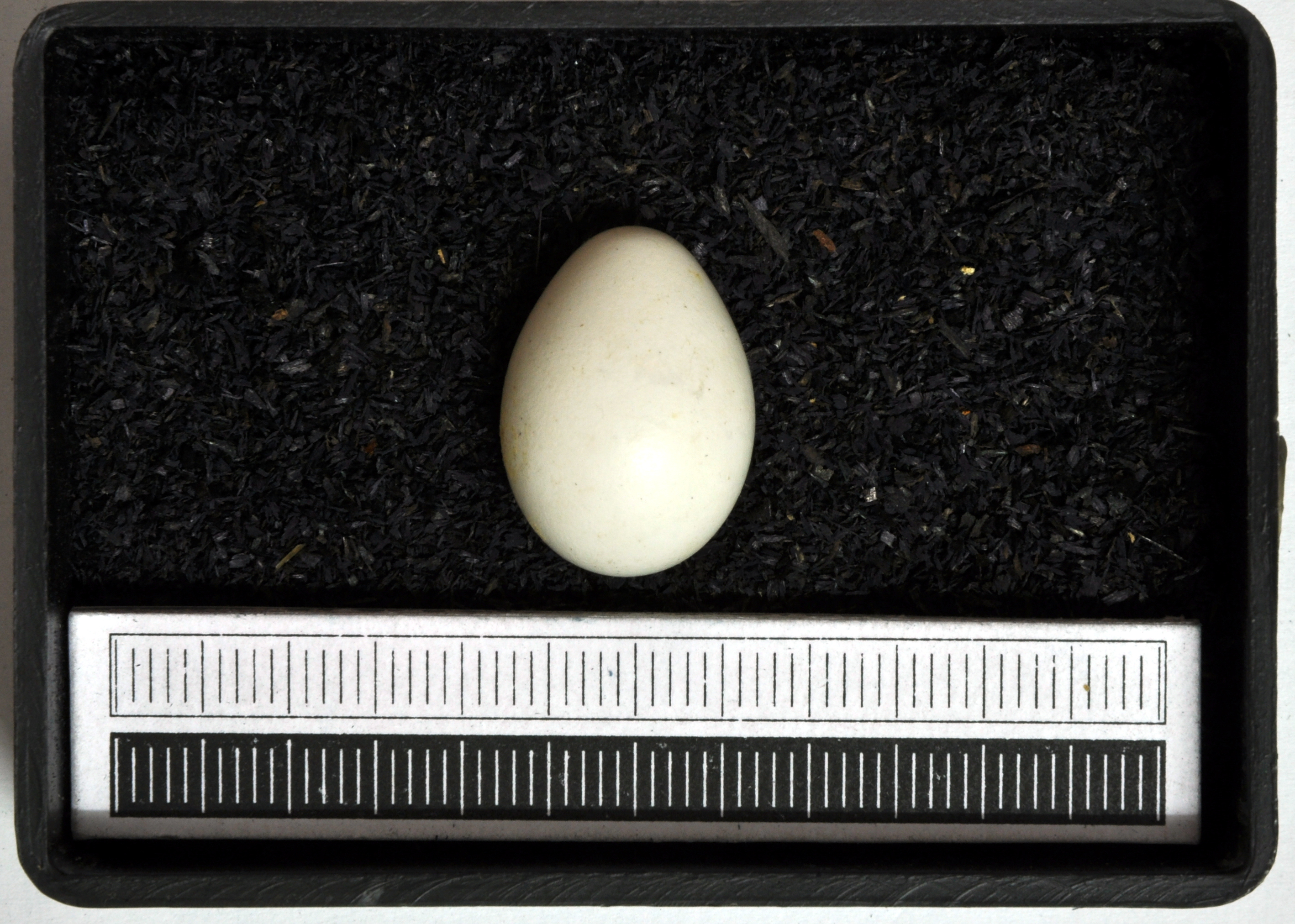
검은머리딱새의 알.

검은머리딱새(문화어: 검은딱새, black redstart, Phoenicurus ochruros)는 딱새속에 속하는 조그마한 철새이다. 과거에는 지빠귀과로 분류된 적이 있지만, 현재는 솔딱새과의 하나로 간주된다.
검은머리딱새는 길이가 13~14.5 센티미터이고 몸무게는 12~20 그램에 이르며, 이는 Phoenicurus phoenicurus와 비슷하다. 단혼 생활을 한다.

## 분류
P. o. phoenicuroides 그룹
- Phoenicurus ochruros phoenicuroides (톈산산맥)
- Phoenicurus ochruros rufiventris (투르크메니스탄)
  - Phoenicurus ochruros xerophilus (중국 동부)

P. o. ochruros 그룹
- Phoenicurus ochruros ochruros. (터키 동부, 엘부르즈산맥, 캅카스)
- Phoenicurus ochruros semirufus (레반트)

P. o. gibraltariensis 그룹
- Phoenicurus ochruros gibraltariensis (유럽 서부)
  - Phoenicurus ochruros aterrimus (이베리아반도, 모로코)

## 같이 보기
- 한국의 야생 새 목록